# Dendrochilum pachyphyllum
Dendrochilum pachyphyllum är en orkidéart som beskrevs av Jeffrey James Wood och Anthony L. Lamb. Dendrochilum pachyphyllum ingår i släktet Dendrochilum och familjen orkidéer. Inga underarter finns listade i Catalogue of Life.